# Virachola perse
Virachola perse är en fjärilsart som beskrevs av William Chapman Hewitson 1863. Virachola perse ingår i släktet Virachola och familjen juvelvingar. Inga underarter finns listade i Catalogue of Life.

## Bildgalleri

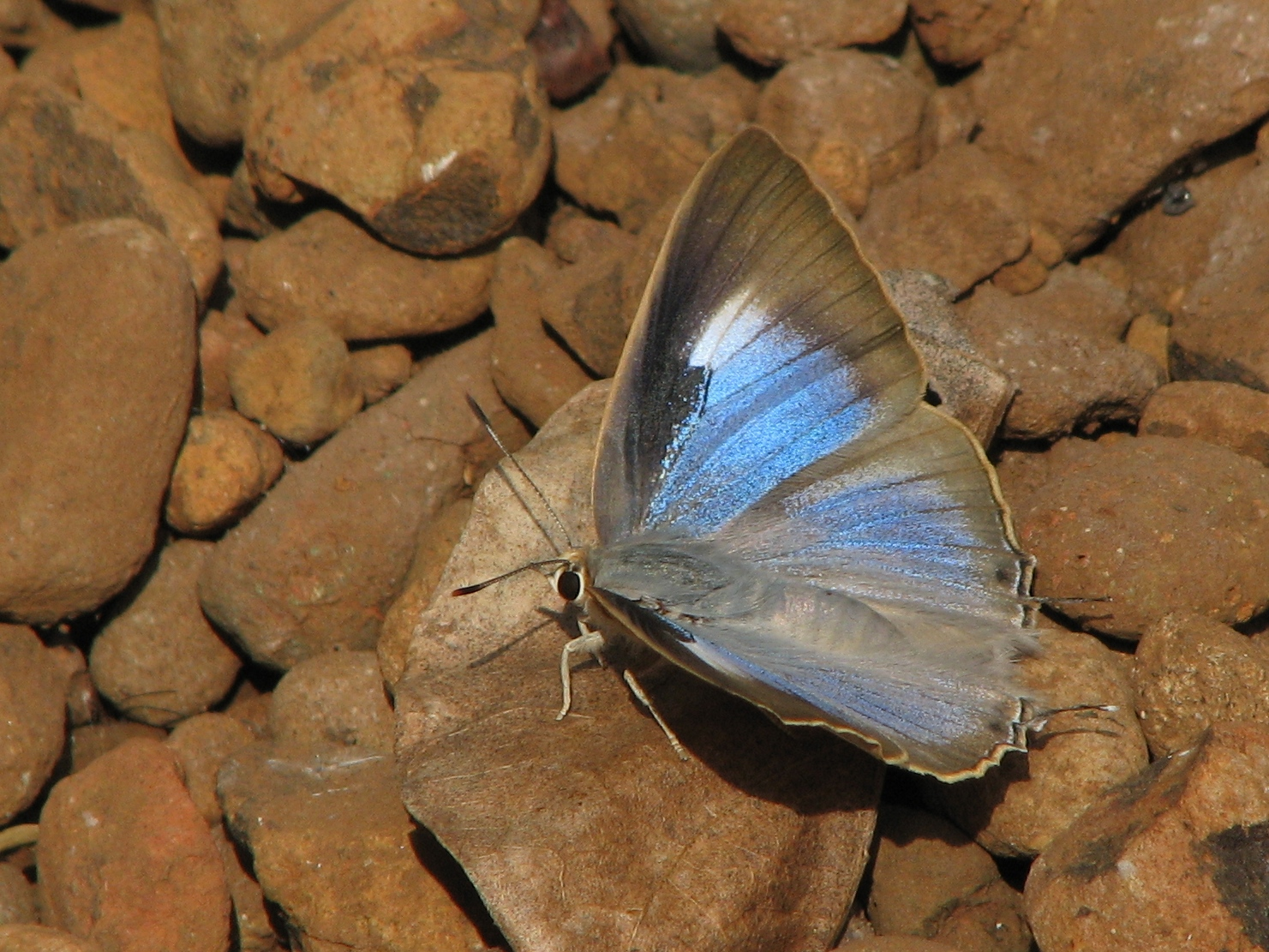
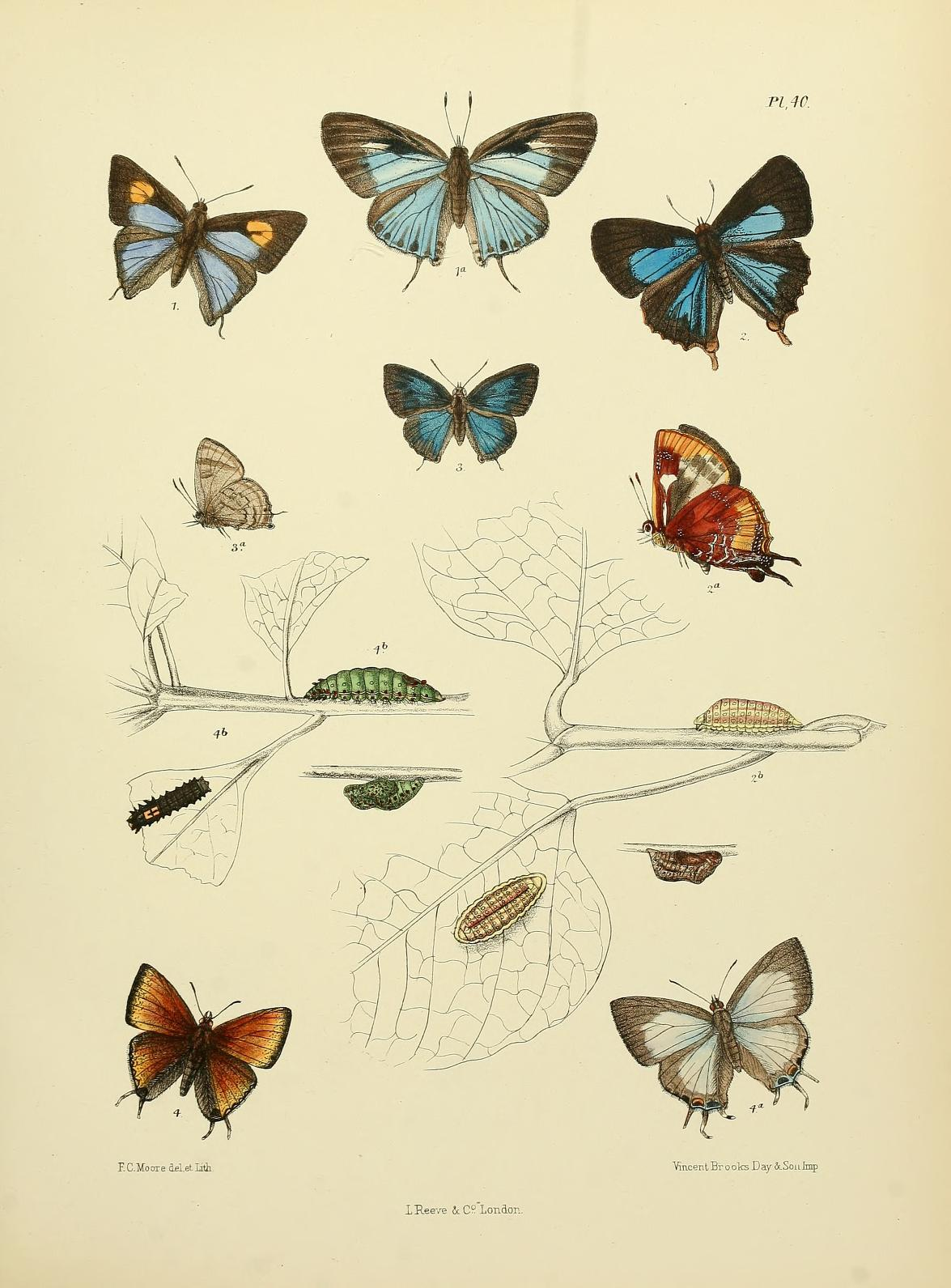